# Champniers (Vienne)
Champniers é uma comuna francesa na região administrativa da Nova Aquitânia, no departamento de Vienne. Estende-se por uma área de 20,03 km². Em 2010 a comuna tinha 356 habitantes (densidade: 17,8 hab./km²).